# Грб Берковића
Грб Берковића је званични симбол српске општине Берковићи.

## Опис грба
Грб који користе Берковићи је модификација српског грба - двоглави бијели орао са штитом у плавом златни крст са четири оцила, изнад глава тробојна лента (застава) са именом опшине „Берковићи“, крунисана златним. Орао стоји на врховима снијегом покривених плавих планина над зеленом долином с бијелом стазом између крста и мраморја (стећка) и у дну укрштена два класа пшенице. 
Овај амблем општина користи од 2000. године, али је званично усвојен тек 20. децембра 2013. године. Тад је општина обавезала да ће овај амблем користити до усвајања правог хералдистичког рјешења за грб општине, али је постојеће рјешење поново потврђено и 26. јуна 2014. године.